# آنتونی جنکینز
آنتونی جنکینز (به انگلیسی: Antony Jenkins) (زاده ۱۱ ژوئیه ۱۹۶۱) کارآفرین، بانکدار و مدیر ارشد اجرایی بریتانیایی است، که در حال حاضر به‌عنوان مدیر عامل اجرایی بانک بریتانیایی بارکلیز فعالیت می‌نماید.
جنکینز از اعضای هیئت مدیره شرکت خدمات مالی ویزا کارت می‌باشد. وی سابقه مدیریت در بانک آمریکایی سیتی‌گروپ را نیز در کارنامه خود دارد.